# تيري همفري
تيري همفري (بالإنجليزية: Terry Humphrey)‏ هو لاعب كرة قاعدة أمريكي، ولد في 4 أغسطس 1949 في تشيكاشا في الولايات المتحدة.

## وصلات خارجية
- تيري همفري على موقعبيزبول رفرنس.كوم (الدوري الرئيسي) (الإنجليزية)
- تيري همفري على موقعبيزبول رفرنس.كوم (الدوري الثانوي) (الإنجليزية)
- تيري همفري على موقع مشجعي الرسوم البيانية (الإنجليزية)